# Mario Tronti

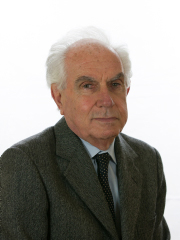
Mario Tronti

Mario Tronti (* 24. Juli 1931 in Rom; † 7. August 2023 in Ferentillo) war ein italienischer marxistischer Philosoph und Politiker (PCI, PDS, PD).

## Leben und Wirken
Tronti war einer der bedeutendsten Theoretiker des Operaismus, einer marxistischen Strömung in den 1960er Jahren. Seit den 1950er Jahren gehörte er der PCI an. Er wollte eine militante Organisation unterhalb der Kommunistischen Partei Italiens (PCI) gründen und die Revolution wieder zum Programm der Arbeiterbewegung werden lassen. Seine Aufsätze erschienen in Raniero Panzieris Zeitschrift Quaderni rossi (QR) und, nach der Spaltung der QR in eine Panzieri- und eine Tronti-Gruppe im Jahre 1963, in Classe operaia, die von ihm selbst, Romano Alquati, Antonio Negri u. a. getragen wurde. Auch diese Gruppe spaltete sich 1966 und während sich Negri immer weiter von der PCI in Richtung Potere operaio und Arbeiterautonomie entfernte, trat die Gruppe um Tronti, der 1958 ausgetreten war, der Partei wieder bei und versuchte sie von innen zu radikalisieren. In den 1980er Jahren näherte sich Tronti der nun eurokommunistisch ausgerichteten Partei unter Enrico Berlinguer wieder an und gehörte mehrfach ihrem Zentralkomitee an. Der nach Niedergang des Sowjetkommunismus eingeleiteten Umwandlung der Partei in die sozialdemokratische Partito Democratico della Sinistra stand er jedoch kritisch gegenüber.
Sein theoretisches Denken ist von einem Wandel seit Ende 1970er Jahren weg von wirtschaftlichen Fragen hin zu politischem Engagement gekennzeichnet. Fortan galt für ihn, Arbeitskämpfe über den Weg der Partei zu politisieren, da diese sich nach 1968 nicht mehr in politische Macht übersetzen ließen. Damit verbunden war eine Rückbesinnung auf leninistische Ideen; die von ihm vorgebrachte Betonung des autonomen Handels der Arbeiterinnen und Arbeiter geriet in den Hintergrund. Außerdem übernahm er von Carl Schmitt dessen Freund-Feind-Denken als einfache Formel, was als Rechts-Operaismus verstanden wurde. Andere Einflüsse kamen von Max Weber und Friedrich Nietzsche.
1992 wurde Tronti erstmals als Vertreter der Nachfolgepartei der PCI – Partito Democratico della Sinistra (PDS; Demokratische Linkspartei) – in den Senato della Repubblica gewählt, wo er bis 1994 die Region Latium vertrat. Im Zuge der Parlamentswahlen in Italien 2013 erhielt Tronti erneut ein Senatsmandat, diesmal auf der Liste der Partito Democratico in der Lombardei.
Im August 2023 verstarb Mario Tronti im Alter von 92 Jahren in Ferentillo.
Neben seiner politischen Arbeit war Tronti mehr als drei Jahrzehnten an der Universität Siena als Dozent tätig. Er entfaltete als Theoretiker und Philosoph Wirkung. Sein 1966 veröffentlichtes Werk, international übersetzt, Operai e capitale (Arbeiter und Kapital) gilt als „Standardwerk des Operaismus“.

## Werke
- Extremismus und Reformismus, Merve Verlag, Berlin, Internationale Marxistische Diskussion, Nr. 12, 1971. Drei Essays, aus Contropiano (Bd. 1, Nrn. 1–3, 1968). Übersetzung u. Einleitung (S. 5–10) von Gisela Bock.
- Arbeiter und Kapital, Frankfurt a. M., Verlag Neue Kritik, 1974. Um vier Aufsätze aus den Classe operaia, die Einleitung und das Nachwort (1970) zur 2. Auflage gekürzte Ausgabe von Operai e capitale, Einaudi, Turin, 1966. Erweiterte 2. Aufl., 1971.